# Biosynteza benzoksazynonu

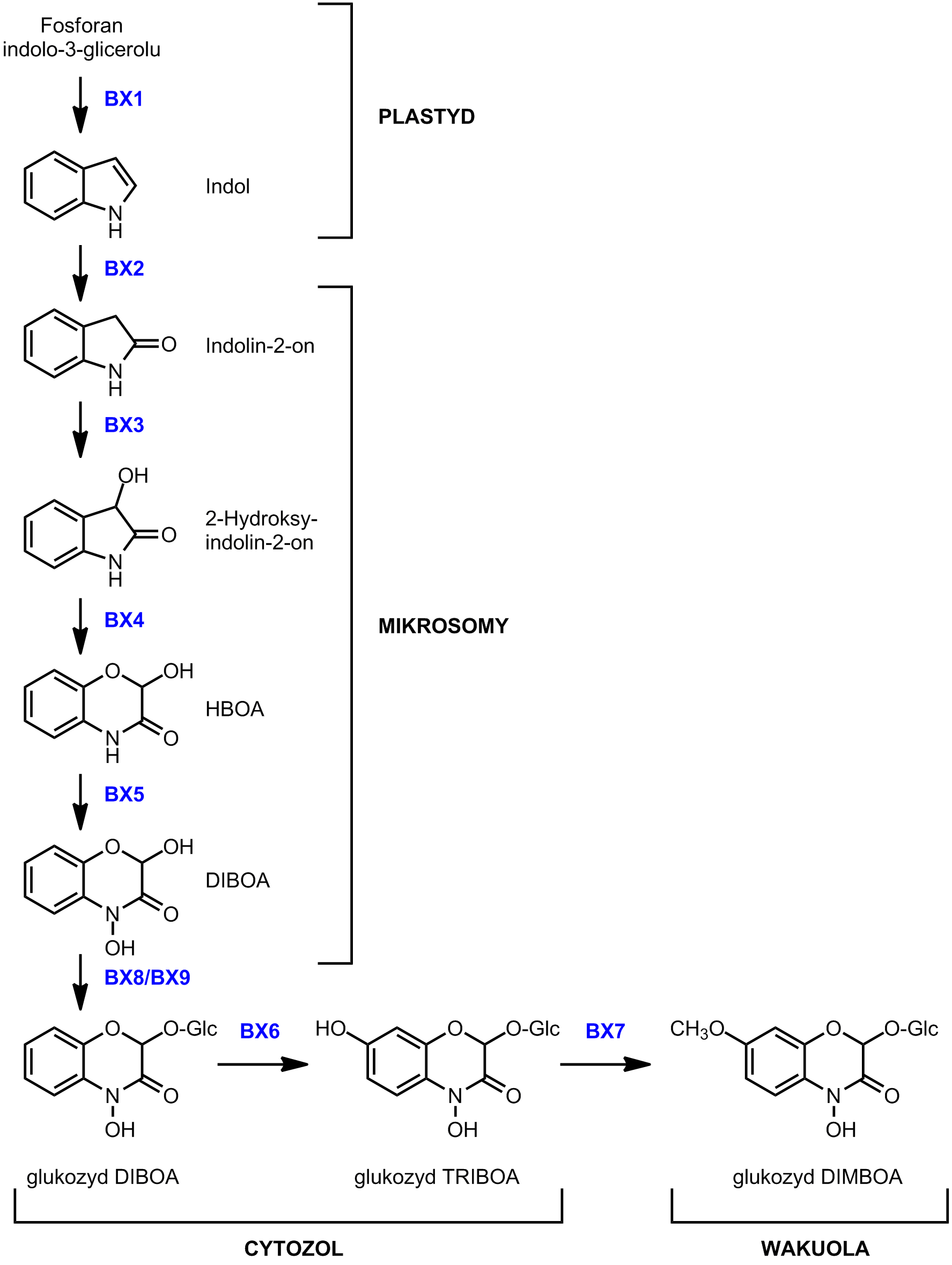
Enzymy (kolor niebieski), związki pośrednie szlaku biosyntezy benzoksazynonu i ich lokalizacja wewnątrzkomórkowa. W pierwszym etapie BX1 z fosforanu indolo-3-glicerolu tworzy w plastydzie indol, który BX2 przekształca w indolin-2-on. Ten i kolejne etapy zachodzą w mikrosomach. BX3 hydroksyluje indolin-2-on do 3-hydroksyindolin-2-onu. BX4 przekształca go w HBOA, a następnie BX5 w DIMOA. Potem BX8/9 tworzy z niego glukozyd, który w cytozolu ulega hydroksylacji przez BX6 do glukozydu TRIBOA. W końcu BX7 metyluje jego grupę hydroksylową, tworząc glukozyd DIMBOA

Biosynteza benzoksazynonu – proces biosyntezy benzoksazynonu (2,4-dihydroksy-7-metoksy-1,4-benzoksazyn-3-onu, czyli DIMBOA), cyklicznego kwasu hydroksamowego będącego naturalnym insektycydem roślinnym. Została szczegółowo opisana przez Freya i współpracowników w 1997 roku dla kukurydzy zwyczajnej i spokrewnionych z nią blisko gatunków traw.
W kukurydzy geny związane ze szlakiem metabolicznym DIMBOA oznaczane są symbolem bx i blisko się z sobą wiążą, co jest uznawane za cechę rzadką wśród roślinnych genów odpowiadających za szlaki metaboliczne biosyntezy. Dobrze poznane są geny kodujące enzymy BX1, BX2 i BX8, które pełnią różne funkcje, a zostały odnalezione razem na obszarze około 50 kilopar zasad. Wyniki badań pszenicy i żyta wskazują, że to zgrupowanie genów powstało w odległym czasie. W przypadku pszenicy obszar ten jest podzielony na dwie części. Pszeniczne geny Bx1 i Bx2 ulokowane są w bliskim sąsiedztwie na chromosomie 4, natomiast Bx3, Bx4 i Bx5 leżą na krótkim ramieniu chromosomu 5. Dodatkowa kopia Bx3 wykryta została na długim ramieniu chromosomu 5B. Odkryto także klastery genów u innych roślin, odpowiedzialne za szlaki biosyntezy pięciu innych metabolitów wtórnych.
U kukurydzy gen bx1 koduje białko BX1, które tworzy indol z fosforanu indolo-3-gliceryny w plastydzie. Dzieje się to na pierwszym etapie tego szlaku metabolicznego i determinuje większą część naturalnej zmienności poziomu DIMBOA kukurydzy. Następne etapy syntezy zachodzą w siateczce śródplazmatycznej, w mikrosomach. Przeprowadzają je białka kodowane przez geny bx2, bx3, bx4 i bx5.